# Övre Puortmantjåkktjärnen
Övre Puortmantjåkktjärnen är en sjö i Arvidsjaurs kommun i Lappland och ingår i Piteälvens huvudavrinningsområde. Sjön har en area på 0,174 kvadratkilometer och ligger 330,2 meter över havet.

## Delavrinningsområde
Övre Puortmantjåkktjärnen ingår i det delavrinningsområde (731483-168638) som SMHI kallar för Ovan 731632-168639. Medelhöjden är 383 meter över havet och ytan är 4,7 kvadratkilometer. Det finns inga avrinningsområden uppströms utan avrinningsområdet är högsta punkten. Vattendraget som avvattnar avrinningsområdet har biflödesordning 2, vilket innebär att vattnet flödar genom totalt 2 vattendrag innan det når havet efter 112 kilometer. Avrinningsområdet består mestadels av skog (84 procent). Avrinningsområdet har 0,18 kvadratkilometer vattenytor vilket ger det en sjöprocent på 3,8 procent.